# ۲۵۶ (پیش از میلاد)
۲۵۶ (پیش از میلاد) ۲۵۶مین سال قبل از تقویم میلادی است.